# Warriors of the World
Warriors Of The World — дев'ятий студійний альбом американської групи Manowar, який був випущений 4 червня 2002 року.

## Композиції
1. Call to Arms — 5:32
2. The Fight for Freedom — 4:31
3. Nessun Dorma — 3:29
4. Valhalla — 0:35
5. Swords in the Wind — 5:20
6. An American Trilogy — 4:21
7. The March — 4:02
8. Warriors of the World United — 5:51
9. Hand of Doom — 5:50
10. House of Death — 4:25
11. Fight Until We Die — 4:08